# Pelengana
Pelengana est une localité et une commune rurale du Mali de l'arrondissement central de Ségou, dans le cercle et la région de Ségou.

## Géographie
La localité de Pélengana est située dans l'agglomération de Ségou et sur la route nationale RN 6 à l'est de Ségou.
| Diganidougou | Baguindadougou | Markala        |
| Ségou        | Pelengana      | Togou, Boussin |
| Sakoïba      | Sakoïba        | Cinzana        |

## Villages et quartiers
La commune s'étend sur 27 localités relevées lors du recensement général de 2009. 
Les villages les plus peuplés sont :
- Pelengana (32 795 habitants) ;
- Banankoro (3 825 habitants) ;
- Bapho (2 341 habitants).

En 2023, la loi 2023-007 attribue à la commune 28 villages, fractions ou quartiers  :
- Pelengana
- Banankoro
- Bapho
- Djigo
- Ouelengana
- Fahira
- Moussoukorobougou
- Dialabougou Were
- Tiékelenbougou
- Koukoun
- Bandiougoubougou
- Semenbougou Peulh
- Donzana
- Soungobougou
- Fanzana
- Dougadougou
- Banankourou
- Benzana
- M'Péba
- Diakoro
- Semenbougou Diawando
- Kolotomo
- Ouéssébougou
- Marabougou
- Pelengana Were
- N'Tobougou
- Siradadjankoro
- Nérékoro

## Forces armées

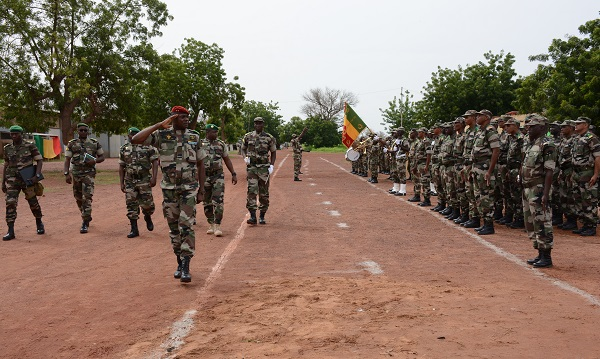
Revue des troupes au camp de Bafo (2019)

- École des sous-officiers d'active de Banankoro.
- Centre d'instruction de Bafo.

## Lien
- Plan de sécurité alimentaire de la commune rurale de Pélengana 2007 2011, Web archive.